# Georg Eberl
Georg „Schorsch“ Eberl (* 11. Mai 1936 in Bad Tölz; † 1. Januar 2023 ebenda) war ein deutscher Eishockeyspieler.

## Sportliche Karriere
Georg Eberl spielte in den Jahren 1955 bis 1966 für die Mannschaft des EC Bad Tölz und war deren Kapitän, als die Mannschaft 1962 und 1966 deutscher Meister wurde.
International absolvierte er 52 Länderspiele für die deutsche Eishockeynationalmannschaft, wobei er an den Olympischen Winterspielen 1960 und  an den Eishockey-Weltmeisterschaften 1959, 1961 und 1962 teilnahm.

## Sonstiges
Nach seiner sportlichen Karriere war Eberl in Bad Tölz ab dem Jahr 1984 der Inhaber eines Kurhotels. In der Kommunalpolitik hatte er 42 Jahre lang ein Mandat für die SPD im Stadtrat von Bad Tölz inne.